# Jean Michel de Sousa Bertasso
Jean Michel Souza Bertasso (Batatais, Brasil, 6 de marzo de 1985), futbolista brasilero. Juega de defensa y su actual equipo es el Vitória Setúbal de la BWINLIGA de Portugal.[cita requerida]

## Clubes
| Club            | País     | Año       |
| --------------- | -------- | --------- |
| Rio Claro FC    | Brasil   | 2006      |
| União São João  | Brasil   | 2007-2008 |
| Vitória Setúbal | Portugal | 2008-     |